# دوقلوها (فیلم ۱۳۳۸)
دوقلوها فیلمی به کارگردانی شاپور یاسمی و نویسندگی مهدی سهیلی محصول سال ۱۳۳۸ است.

## خلاصه داستان
سال ۱۳۱۳. مردی که پیشهٔ او سلمانی است از گرانی و وضع ناگوار خود در رنج است. او یازده فرزند دارد و همسرش که باردار است دوقلو می‌زاید. مرد که به نحوست عدد سیزده معتقد است یکی از دوقلوها را در اتومبیل زن و شوهری جوان می‌گذارد، غافل از این که فرزند سیزدهم نزد خود او مانده‌است. زن و مرد جوان بچه را به فرزندخواندگی می‌پذیرد و به آبادان می‌برند…

## بازیگران
- شهین
- تهمینه
- ناصر ملک‌مطیعی
- تقی ظهوری
- حبیب‌الله خان مراد
- ایرج خانان‌پور
- سامیه
- دهقان
- قاسم نیکخواه
- مصیری
- منصور تهرانی